# Jepice dánská
Jepice dánská (Ephemera danica) je oproti ostatním jepicím výrazně větší druh. Vyskytuje se i v Česku.

## Vzhled
Dospělá jepice dánská je dlouhá 1,1 až 2,8 cm (bez štětů, které jsou mnohonásobně delší než její tělo). Křídla jsou průhledná, lesklá a je na nich velmi hustá síť černých žilek. Tělo je různě barevné, od bílé až po žlutou a po těle jsou vždy šedé až černé skvrny, někdy větší, někdy menší, a někdy může být zadeček až šedo-žlutě nebo šedo-bíle pruhovaný. Končetiny jsou šedivé. Larvy mají na délku až 2 cm, dýchají žábrami.

## Výskyt
Evropa, vyskytuje se u pomalu tekoucích nebo někdy stojatých vodách. Vyhýbá se ale vodním plochám s bahnitým dnem. Larvám vyhovuje chladná voda. Dospělci se objevují od května do června.

## Život
Larvy se vyskytují v nánosech z jílu nebo písku a vyhrabávají si tam chodbičky. Jejich potravou jsou organické látky, které najdou na dně. Délka života této jepice jsou 3 roky a z toho drtivou většinu stráví jako larva na dně potoků, řek a rybníků. Délka života dospělců (včetně fáze subimaga) je jen několik dní, jelikož dospělci nemohou přijímat potravu.